# Nicola Bigaglia
Nicola Bigaglia (Veneza, Lombardia-Venécia, 1841 – Veneza, 1908) foi um arquiteto, aguarelista e modelador de origem italiana que se radicou em Portugal em 1888.

## Vida
Foi professor na Escola Industrial de Leiria, e leccionou Modelação Ornamental na Escola Industrial Afonso Domingues.
Nicola Bigaglia dominava os estilos clássicos e os processos ornamentais como ficou demonstrado pelas inúmeras obras de concepção ou decoração que realizou enquanto residiu em Portugal.
Regressou já doente a Veneza, onde faleceu em 1908.

## Obra
Entre os seus projetos arquitetónicos, destacam-se: 
No distrito de Aveiro
- Casa dos Cedros, no Buçaco[1][2]

No distrito de BragaEdifício da Associação de Socorros Mútuos Artística Vimaranense, em Guimarães
No distrito de Faro
- Casa do Visconde da Lagoa, na Rua de Samora Barros, n.º 23 a 29, em Silves (Portugal)[1][2]

No distrito de Leiria
- Convento da Portela (Franciscanos)[1][2]

No distrito de Lisboa
- Palácio Lima Mayer, Prémio Valmor de 1902[1][2]
- Casa da Condessa de Edla, na Parede, em 1901[1][2]
- Casa de Família Azevedo Gomes, na Parede, de 1903[1][2]
- Palácio Lambertini, na Avenida da Liberdade, n.º 166, em Lisboa[1][2]
- Palácio Vale Flor, na Rua Jau, em Lisboa, de 1904[1][2]
- Palacete Leitão, na Rua Marquês de Fronteira, n.º 14 a 16, em Lisboa[1][2]

No distrito do Porto
- Casa-Museu da Quinta de Santiago, em Leça da Palmeira, Matosinhos[1][2]

No distrito de Setúbal
- Teatro D. Amélia, em Setúbal[1][2][4]